# SK Kölsch/Episodenliste

Logo von SK Kölsch

Diese Liste der SK-Kölsch-Episoden enthält alle Episoden der deutschen Fernsehserie SK Kölsch, sortiert nach der deutschen Erstausstrahlung. SK Kölsch umfasst derzeit sieben Staffeln mit 81 Episoden.

## Staffel 1
| Nr. (ges.) | Nr. (St.) | Originaltitel                | Erstausstrahlung DE |
| ---------- | --------- | ---------------------------- | ------------------- |
| 1          | 1         | Karneval des Todes           | 11. Jan. 1999       |
| 2          | 2         | Eine brandheiße Frau         | 18. Jan. 1999       |
| 3          | 3         | Du sollst nicht stehlen      | 25. Jan. 1999       |
| 4          | 4         | Spiel mit dem Feuer          | 1. Feb. 1999        |
| 5          | 5         | Die letzte Partie            | 8. Feb. 1999        |
| 6          | 6         | Der Aap                      | 15. Feb. 1999       |
| 7          | 7         | Ein Mord kommt selten allein | 22. Feb. 1999       |
| 8          | 8         | Blutspur                     | 1. März 1999        |
| 9          | 9         | Endstation Köln              | 8. März 1999        |
| 10         | 10        | Tod auf dem Rhein            | 15. März 1999       |
| 11         | 11        | Krieg dem Kölsch             | 22. März 1999       |
| 12         | 12        | Ohne Rücksicht auf Verluste  | 29. März 1999       |

## Staffel 2
| Nr. (ges.) | Nr. (St.) | Originaltitel                     | Erstausstrahlung DE |
| ---------- | --------- | --------------------------------- | ------------------- |
| 13         | 1         | Der Schatz des Samurai            | 4. Sep. 2000        |
| 14         | 2         | Ich sehe was, was du nicht siehst | 11. Sep. 2000       |
| 15         | 3         | Kindertag                         | 18. Sep. 2000       |
| 16         | 4         | Tour de Cologne                   | 29. Jan. 2001       |
| 17         | 5         | Bock geschossen                   | 5. Feb. 2001        |
| 18         | 6         | Die Queen des Swing               | 12. Feb. 2001       |
| 19         | 7         | Funkenmariechen ist tot           | 19. Feb. 2001       |
| 20         | 8         | Piercing                          | 26. Feb. 2001       |
| 21         | 9         | Tod eines Tänzers                 | 5. März 2001        |
| 22         | 10        | Der Todesengel                    | 12. März 2001       |
| 23         | 11        | Vätersorgen                       | 19. März 2001       |
| 24         | 12        | Jupps Waffe                       | 26. März 2001       |
| 25         | 13        | Einer ist schuld                  | 2. Apr. 2001        |
| 26         | 14        | Krieg der Sterne                  | 9. Apr. 2001        |
| 27         | 15        | Ruhe in Frieden                   | 23. Apr. 2001       |
| 28         | 16        | Jungfrau im Wunderland            | 30. Apr. 2001       |

## Staffel 3
| Nr. (ges.) | Nr. (St.) | Originaltitel    | Erstausstrahlung DE |
| ---------- | --------- | ---------------- | ------------------- |
| 29         | 1         | Die letzte Runde | 28. Jan. 2002       |
| 30         | 2         | Der Veteran      | 4. Feb. 2002        |
| 31         | 3         | Pohls Liebe      | 11. Feb. 2002       |
| 32         | 4         | Gefallene Engel  | 18. Feb. 2002       |
| 33         | 5         | Wachschutz       | 25. Feb. 2002       |
| 34         | 6         | Mietersorgen     | 4. März 2002        |
| 35         | 7         | Turteltäubchen   | 11. März 2002       |
| 36         | 8         | Altes Eisen      | 18. März 2002       |
| 37         | 9         | In vollem Wichs  | 25. März 2002       |
| 38         | 10        | Kopfgeld         | 8. Apr. 2002        |

## Staffel 4
| Nr. (ges.) | Nr. (St.) | Originaltitel   | Erstausstrahlung DE |
| ---------- | --------- | --------------- | ------------------- |
| 39         | 1         | Endspiel        | 4. Nov. 2002        |
| 40         | 2         | Götterdämmerung | 11. Nov. 2002       |
| 41         | 3         | Nachtschicht    | 18. Nov. 2002       |
| 42         | 4         | Die Wunderlampe | 25. Nov. 2002       |
| 43         | 5         | Tango Mortale   | 2. Dez. 2002        |
| 44         | 6         | Golfkrieg       | 9. Dez. 2002        |
| 45         | 7         | Müllbaron       | 16. Dez. 2002       |
| 46         | 8         | Leichtes Gepäck | 23. Dez. 2002       |

## Staffel 5
| Nr. (ges.) | Nr. (St.) | Originaltitel             | Erstausstrahlung DE |
| ---------- | --------- | ------------------------- | ------------------- |
| 47         | 1         | Der Fischflüsterer        | 5. Mai 2003         |
| 48         | 2         | Köln-Düsseldorfer         | 12. Mai 2003        |
| 49         | 3         | Ochsentour                | 19. Mai 2003        |
| 50         | 4         | Kind oder Kegel           | 26. Mai 2003        |
| 51         | 5         | Paparazzo                 | 2. Juni 2003        |
| 52         | 6         | Tote schweigen nicht      | 1. Dez. 2003        |
| 53         | 7         | Von Männern und Maschinen | 8. Dez. 2003        |
| 54         | 8         | Pack die Badehose ein     | 15. Dez. 2003       |
| 55         | 9         | CSD                       | 22. Dez. 2003       |

## Staffel 6
| Nr. (ges.) | Nr. (St.) | Originaltitel            | Erstausstrahlung DE |
| ---------- | --------- | ------------------------ | ------------------- |
| 56         | 1         | Elvis lebt               | 15. März 2004       |
| 57         | 2         | Von Bullen und Butlern   | 22. März 2004       |
| 58         | 3         | Schmock                  | 29. März 2004       |
| 59         | 4         | Familienbande            | 5. Apr. 2004        |
| 60         | 5         | Das Schweigen der Männer | 19. Apr. 2004       |
| 61         | 6         | Kunst kommt von Können   | 26. Apr. 2004       |
| 62         | 7         | Die Liebesfalle          | 3. Mai 2004         |
| 63         | 8         | Der Letzte der Hippies   | 10. Mai 2004        |
| 64         | 9         | Doppelspiel              | 17. Mai 2004        |
| 65         | 10        | Verlorene Herzen         | 25. Okt. 2004       |
| 66         | 11        | Falsche Hoffnungen       | 1. Nov. 2004        |
| 67         | 12        | Quacksalber              | 8. Nov. 2004        |
| 68         | 13        | Geld stinkt nicht        | 15. Nov. 2004       |
| 69         | 14        | Partnertausch            | 22. Nov. 2004       |

## Staffel 7
| Nr. (ges.) | Nr. (St.) | Originaltitel      | Erstausstrahlung DE |
| ---------- | --------- | ------------------ | ------------------- |
| 70         | 1         | Der Fan            | 11. Apr. 2005       |
| 71         | 2         | Jupps Alptraum     | 18. Apr. 2005       |
| 72         | 3         | Die längste Nacht  | 25. Apr. 2005       |
| 73         | 4         | Taxi-Mord          | 2. Mai 2005         |
| 74         | 5         | Schnitzeljagd      | 23. Mai 2005        |
| 75         | 6         | Notgroschen        | 30. Mai 2005        |
| 76         | 7         | Unter Grillern     | 6. Juni 2005        |
| 77         | 8         | Jeder gegen Jeden  | 13. Juni 2005       |
| 78         | 9         | Dunkle Geschäfte   | 9. Aug. 2006        |
| 79         | 10        | Falks Fall         | 9. Aug. 2006        |
| 80         | 11        | Haupt verschwindet | 16. Aug. 2006       |
| 81         | 12        | K.O.               | 16. Aug. 2006       |